# Carlos Renato Frederico
Carlos Renato Frederico (* 21. února 1957 Morubanga), známý jako Renato, je bývalý fotbalista, který hrál jako ofenzivní záložník.
Fotbal hrál za São Paulo FC, Atlético Mineiro, Yokohama Marinos nebo Kashiwa Reysol. 22× nastoupil za Brazílii, 3× přitom skóroval.
Byl zvolen nejlepším střelcem Japonské národní ligy.